# Deltote olivana
Deltote olivana là một loài bướm đêm trong họ Noctuidae.